# Wybory regionalne w Brandenburgii w 1990 roku

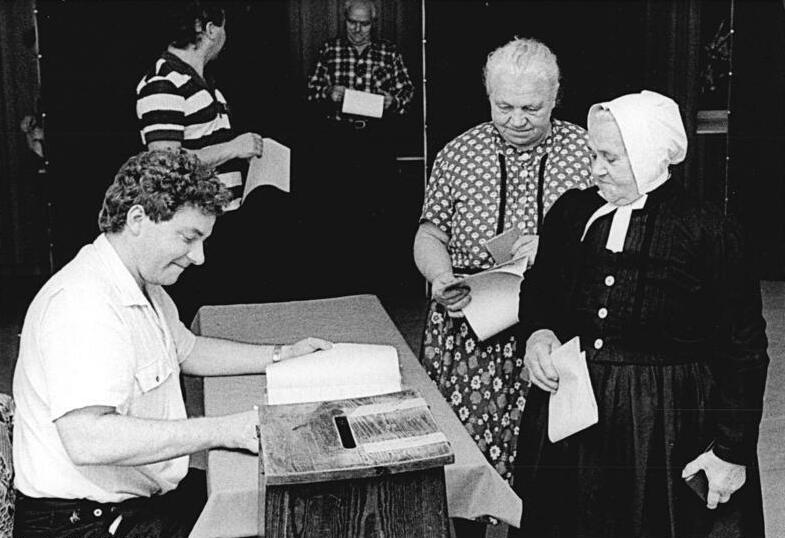
Mniejszość łużycka podczas głosowania w 1990 r.

Wybory regionalne w Brandenburgii w 1990 roku – odbyły się 14 października. Zgodnie z oficjalnymi wynikami zwycięstwo odniosła Socjaldemokratyczna Partia Niemiec, która uzyskała ok. 38,21% głosów.

## Wyniki
| Partia                                            | Wyniki w % |
| ------------------------------------------------- | ---------- |
| Sozialdemokratische Partei Deutschlands (SPD)     | 38,21      |
| Christlich Demokratische Union Deutschlands (CDU) | 29,45      |
| PDS                                               | 13,40      |
| Bündnis 90/Die Grünen (Grüne)                     | 9,24       |
| Freie Demokratische Partei (FDP)                  | 6,63       |
| Deutsche Volksunion (DVU)                         | –          |
| Inne                                              | 3,07       |